# تسرووسکی
تسرووسکی (به بلغاری: Tserovski) یک منطقهٔ مسکونی در بلغارستان است که در استان بورگاس واقع شده‌است.